# Robert Chef d’Hôtel
Robert Chef d’Hôtel, né le 2 février 1922 à Nouméa (Nouvelle-Calédonie) et mort le 19 octobre 2019 à Saint-Jean-en-Royans (Drôme), est un athlète français spécialiste du 800 mètres.

## Carrière

### Championnats d'Europe d'athlétisme de 1946
Le 22 août 1946, aux championnats d'Europe d'athlétisme, Robert Chef d’Hôtel — licencié au patronage l’Étoile sportive de Livry-Gargan de 1941 à 1945 — court pour le Stade Français et termine 3e de la série 2 du 800 mètres. Le 24 août il se classe 6e de la finale.
Le 25 août 1946, il s'adjuge le titre continental du relais 4 × 400 mètres en compagnie de Bernard Santona, Yves Cros et Jacques Lunis, réalisant le temps de 3 min 14 s 4.

### Jeux olympiques d'été de 1948
Sélectionné pour les Jeux olympiques d'été de 1948, il se classe septième de la finale du 800 mètres en 1 min 53 s, le 2 août 1948 et le 7 août 1948 remporte la médaille d'argent du 4 × 400 m aux côtés de Jean Kerébel, Francis Schewetta et Jacques Lunis. L'équipe de France s'incline de près de quatre secondes face aux États-Unis avec le temps de 3 min 14 s 8.
Ses records personnels sont de 48 s 7 sur 400 m (1947) et 1 min 51 s sur 800 m (1947).

## Palmarès
| Date | Compétition           | Lieu    | Place | Discipline       | Temps        |
| ---- | --------------------- | ------- | ----- | ---------------- | ------------ |
| 1946 | Championnats d'Europe | Oslo    | 1er   | relais 4 × 400 m | 3 min 14 s 4 |
| 1948 | Jeux olympiques       | Londres | 2e    | relais 4 × 400 m | 3 min 14 s 8 |

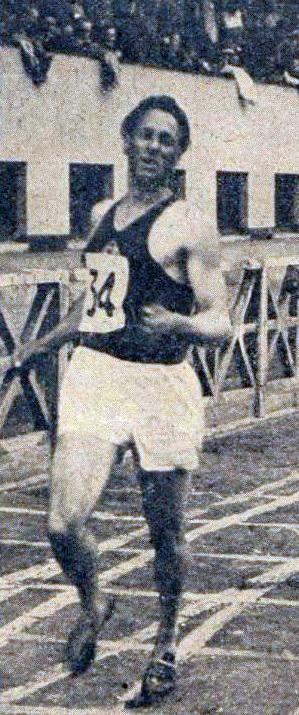
Robert Chef d’Hôtel, champion de France du 800 mètres en juillet 1947.

- Vainqueur du 800 mètres lors de la réunion France-Belgique-Suisse de juillet 1947.